# Андорра на зимних Олимпийских играх 1994
Андорра принимала участие в Зимних Олимпийских играх 1994 года в Лиллехамере (Норвегия), но не завоевала ни одной медали. Всего участвовало шесть спортсменов, которые соревновались в горнолыжном спорте. На церемонии открытия флаг несла спортсменка Вики Грау.

## Результаты

### Горнолыжный спорт
Мужины
| Спортсменка   | Дисциплина        | 1-й спуск | 1-й спуск | 2-й спуск | 2-й спуск | Итог    | Итог       | Итог  |
| Спортсменка   | Дисциплина        | Время     | Место     | Время     | Место     | Время   | Отставание | Место |
| ------------- | ----------------- | --------- | --------- | --------- | --------- | ------- | ---------- | ----- |
| Жерар Эскода  | Супергигант       | н/д       | н/д       | н/д       | н/д       | 1:38.77 | +6.24      | 44    |
| Жерар Эскода  | Гигантский слалом | DNF       | DNF       | DNF       | DNF       | DNF     | DNF        | DNF   |
| Жерар Эскода  | Слалом            | 1:03.45   | 17        | DNF       | DNF       | DNF     | DNF        | DNF   |
| Жерар Эскода  | Комбинация        | 54.22     | 25        | DNF       | DNF       | DNF     | DNF        | DNF   |
| Виктор Гомес  | Супергигант       | н/д       | н/д       | н/д       | н/д       | 1:38.64 | +6.11      | 43    |
| Виктор Гомес  | Гигантский слалом | DNF       | DNF       | DNF       | DNF       | DNF     | DNF        | DNF   |
| Санти Лопес   | Супергигант       | н/д       | н/д       | н/д       | н/д       | DNF     | DNF        | DNF   |
| Рамон Росселл | Супергигант       | н/д       | н/д       | н/д       | н/д       | 1:40.25 | +7.72      | 46    |

Женщины
| Спортсменка   | Дисциплина        | 1-й спуск | 1-й спуск | 2-й спуск | 2-й спуск | Итог    | Итог       | Итог  |
| Спортсменка   | Дисциплина        | Время     | Место     | Время     | Место     | Время   | Отставание | Место |
| ------------- | ----------------- | --------- | --------- | --------- | --------- | ------- | ---------- | ----- |
| Вики Грау     | Супергигант       | н/д       | н/д       | н/д       | н/д       | 1:26.39 | +4.24      | 36    |
| Вики Грау     | Гигантский слалом | 1:26.05   | 32        | DNF       | DNF       | DNF     | DNF        | DNF   |
| Вики Грау     | Слалом            | DNF       | DNF       | DNF       | DNF       | DNF     | DNF        | DNF   |
| Каролин Пусье | Гигантский слалом | DNF       | DNF       | DNF       | DNF       | DNF     | DNF        | DNF   |
| Каролин Пусье | Слалом            | 1:04.46   | 31        | 1:02.36   | 24        | 2:06.82 | +10.81     | 24    |